# Drinić (Petrovac)
Drinić (szerbül: Дринић) falu és községközpont Bosznia-Hercegovinában, Bosanska krajina területén, a Szerb Köztársaságban, Petrovac községben. A daytoni békeszerződés után megosztott Drinić településenek a Szerb Köztársaság területéhez tartozó, nagyobbik része.

## Fekvése
Bosznia-Hercegovina nyugati részén, Banja Lukától légvonalban 65, közúton 110 km-re délnyugatra, a Petrovaci-mező keleti részén, a Klekovača, az Oštrelje és Srnetica-hegységek lejtőivel körülvéve, a Szarajevó-Jajca-Bihács főút mellett 8 km-re található. Mióta önkormányzati központ lett, a településen számos funkcionális és új építésű épület kapott helyet, teljesen új infrastruktúrával. Mindezek azt jelzik, hogy Drinić lassan kisvárosi jellegűvé válik. A település egy 5 lakosú kis része Bosanski Petrovac községhez tartozik.

## Népessége
| Nemzetiségi csoport | Népesség 1991 | Népesség 2013 |
| ------------------- | ------------- | ------------- |
| Szerb               | 362           | 339           |
| Bosnyák             | 1             | 0             |
| Horvát              | 0             | 0             |
| Jugoszláv           | 0             | 0             |
| Egyéb               | 0             | 3             |
| Összesen            | 363           | 342           |

## Története
A Petrovaci-mező ezen része már az ókorban, az illírek idejében is lakott volt. Magában a határzónában található a Stražbenica nevű hegy. Ez a magaslat a Bosanski Petrovacot és Petrovacot összekötő út mellett található, és uralja az út teljes szakaszát. A tetejéről végig jól lehetett látni és ellenőrizni az utat. A tetején még ott találhatók az illír erőd maradványai. amelynek különös katonai jelentősége volt.
A gradinai amatőr ásatások során egy ezüst és több réz római érme, női hajdísz, komplett bronz ékszerek, több bronz gyűrű és karkötő, tóga kapcsok, fibulák, valamint törött edények számtalan darabja került elő. A Gradina tetejére út vezet, a domb szomszédságában egy római sírt találtak, így arra lehet következtetni, hogy a rómaiak az illír erőd alapjain építették fel saját erődítményüket.
A középkorban ez a terület a horvát-magyar állam része volt. Drinićet először egy 1448. október 19-én kelt oklevélben említik, amikor a Pset megyei Drinićből (de Udrinich) származó Gregori Kudelic fia, egy Franko nevű nemes került a knini káptalan elé, és vele jöttek Andrija, Blaž és Tom, Stjepan Mišljenović fiai is Kolunićból. Franko Kudelić a káptalan és a Mišljenović család előtt kijelentette, hogy anyagi gondok miatt döntött úgy, hogy hatvan forint aranyért elzálogosítja örökölt és jelzáloggal terhelt ingatlanait. Minderről a káptalan külön levelet adott ki.
Az Oršićok egy horvát nemesi család, amelyet először 1420-ban említenek az írott források, amikor tagjai az Unac vidékén éltek. 1449-ben egy dokumentum említi „Vuseec et Wlathko Orsych de Udrinich”-et, innen tudható, hogy Drinićben is letelepedtek, majd Bosznia oszmán török kézre kerülésével 1464 és 1472 között átköltöztek Horvátországba, az északnyugatra fekvő Gorička megyébe, a mai Károlyváros területére. 1487-ben Mátyás magyar király oklevelet adott ki Petar Horvat Oršićnak és testvéreinek, Pavlónak és Jakovnak, amellyel megkapták Slavetić várát. Oršićokat akkor Slavetićnek hívták.
1463-ban ez a terület is az oszmán állam része lett. Területe 1878-ig tartozott az Oszmán Birodalomhoz, majd az Osztrák-Magyar Monarchia része lett. A monarchia szétesésével 1918-ben előbb a Szerb-Horvát-Szlovén Királyság, majd 1929-től a Jugoszláv Királyság része. A Jugoszláv Királyságban a falu a Vrbaska banovina része volt. Jugoszlávia megszállása után a falu a Független Horvát Állam (NDH) része, majd 1945-től a szocialista Jugoszlávia része volt. A második világháború alatt, 1942 nyarán, a boszniai krajnai partizánhadjárat, valamint a Bihácsi Köztársaság néven ismert felszabadított terület létrehozása után itt működött a központi partizánkórház. 1942 szeptemberében megindult a nyomda, és megkezdődött megújult a Borba című újság megjelenése. A két tonnás nyomdagépet Glamočból hozták. Ennek az időszaknak az eseményeiről Vladimir Dedijer történész írt egy fejezetet naplójába „Drinićben a Klekovača alatt” címmel. A Klekovačán, a Jasikovac nevű helyen egy 600 ágy feletti, rögtönzött kórház épült, ahol elsősorban a tífuszos betegeket szállásolták el. A negyedik ellenséges offenzíva során a kórházat repülőgépek bombázták, és működése leállt.
A település 1995 szeptemberéig a boszniai szerb katonai egységek ellenőrzése alatt állt. A háborús veszély miatt a helyi polgárok 1995. szeptember 14-én elhagyták a község területét, és ideiglenesen Derventában telepedtek le, hogy csak a daytoni megállapodást követően 1996 márciusában térjenek vissza; ennek eredményeként alakult meg a község 1998 márciusában.
A boszniai háborút lezáró daytoni békeszerződés rendelkezése alapján az ország területét felosztották a Bosznia-hercegovinai Föderáció és a boszniai Szerb Köztársaság között, ennek során a település nagyobbik része a boszniai Szerb Köztársasághoz került, míg egy kisebb terület a föderáció területénél maradt. Lakói mezőgazdasággal és erdészeti munkákkal foglalkoznak.

## Gazdaság
A község területén a gazdasági tevékenység a Šume RS erdészeti társaságra, a Drinići fióktelepre és több kisebb fűrésztelepre korlátozódik. A turizmus egy olyan gazdasági ág, amely csak most kezd kibontakozni Drinićben. A lehetőségek igen nagyok, a megépült vadászház és az ilyen létesítményeket kísérő infrastruktúra mellett a tervek között szerepel egy nagyobb szálláskapacitású motel építése. 

## Kultúra
Az iskolán belül van egy rendezvényterem, ahol az önkormányzati és más ünnepségeket, akciókat, előadásokat és összejöveteleket tartják. Ugyanebben a teremben tartja foglalkozásait a KUD „Grmeč” Drinić folklóregyüttes, amely a kulturális tartalom továbbfejlesztésének alapja lehet a hagyományos játékok és szokások megőrzése és népszerűsítése terén, megfelelő támogatással a megfelelő jelmezekkel, ill. hangszerekkel. A község kulturális intézményei közül kiemelhetjük az iskolai könyvtárat és a Drinić központjában található, a legutóbbi háborúban elesett katonák emlékházát.

## Oktatás
A község területén egy általános iskola, a Drinić Általános Iskola működését 2000/2001-ben indították el, ekkor 72 tanulót írattak be. Az oktatási tevékenységet számos nehézség kísérte, de az önkormányzat és az ŠG „Oštrelj-Drinić” segítségével biztosítottak az oktatói személyzet és a korszerű felszerelések, valamint a diákok és tanárok szállításának feltételei.
Petrovac községben középiskola nem létesült, így a legtöbb diák a Bosanski Petrovac-i középiskolában vagy valamelyik Banja Luka-i középiskolában tanul tovább.
A községben felsőfokú oktatási intézmény sincsen. Vannak kezdeményezések a Banja Luka-i Egyetem Erdészeti Kara itteni tanszékének megnyitására, amely Drinićben lenne, de erre vonatkozó konkrét lépések még nem történtek.

## Sport
A községben egy sportegyesület működik, melynek létrejöttét az önkormányzat támogatta. Sajnos nincs sportcentrum, nincsenek sportklubok, és nincsenek szakosztályok sem. A község mindössze egy többcélú beton játszótérrel és egy füves focipályával rendelkezik.

## Infrastruktúra
Drinić a hat kilométerre lévő 5-ös főútról (Bihács – Szarajevó) egy aszfaltozott bekötőúton érhető el. Drinićben az önkormányzaton kívül orvosi rendelő, általános iskola, sportpálya, rendőrőrs, tűzoltóság, erdészeti hivatal, kávézó, benzinkút és autószerelő műhely, valamint bankfiók található.

## Egészségügy
A drinići egészségügyi központ a német THW humanitárius szervezet adományából épült először orvosi rendelőként, később pedig egészségügyi központként, amely magas színvonalon kínálja az egészségügyi szolgáltatásokat. Az orvosi rendelő főállású háziorvossal működik, akinek szintén a lakása az Egészségház első emeletén található. A központban működik a gyógyszertár és a fogorvosi rendelő is.

## Nevezetességei

A második világháború antifasiszta harcosainak, a fasiszta terror itteni áldozatainak és az 1992-1995-ös háborúban elesettek emlékhelye

- Đurđevica gradina – történelem előtt vár maradványai a Kozila településrészen. A romok egy 30x30 méteres területen állnak a hegy platóján. Az északi és a déli oldalon falak védték, míg nyugatról és keletről természet adta védelmet élvezett. Falai nagyméretű kövekből épültek, magasságuk eléri a négy métert. Korukat a szakemberek a bronzkorra és a vaskorra tették.[6]

- Gradina Više Tuka – ókori erődített település maradványai. Az ötszögű falakkal körülvett település védőfalai különösen az észak és északnyugati oldalon voltak megerősítve. A falakkal körülvett terület 80x100 méteres volt, területe elérte a 8000 m2-t. Bejárata a déli és délnyugati oldalon volt. A leletek főként bronzkori és vaskori kerámiatöredékekből álltak.[6]

- Drinićben áll a második világháború antifasiszta harcosainak érdekes megjelenésű, és érdekes művészi ötlettel, a múlt század hetvenes éveiben készített emlékműve. Közvetlenül az impozáns építmény mellett található a fasiszta terror itteni áldozatainak emléktáblája. Az 1992-1995-ös háborúban elesettek emlékháza is itt található.

- A „Lom” erdei rezervátumot 1956-ban alapították. A rezervátum a Klekovača-hegység masszívumában, a Lom-hegy gerincén található. Területe 297,8 hektár. Az első elképzelések a Klekovača-hegység vadonainak védelméről 1905-ből származnak. Ezek a legrégebbi ilyen jellegű erőfeszítések ebben a régióban és azon kívül. A fafajok aránya a rezervátum területén a következő: bükk 22%, fenyő 38%, lucfenyő 40%. A Lom rezervátum védetté nyilvánítása idején Drinićben működött a szarajevói Erdészeti és Faipari Intézet egyik kísérleti állomása. Az ökológiának még ma is vannak hívei Drinićben. Bár kicsi településről van szó, nagyon aktív környezetvédő tevékenység működik itt.

## Fordítás
- Ez a szócikk részben vagy egészben  a   Drinić című bosnyák Wikipédia-szócikk ezen változatának fordításán alapul.  Az eredeti cikk szerkesztőit annak laptörténete sorolja fel. Ez a jelzés csupán a megfogalmazás eredetét és a szerzői jogokat jelzi, nem szolgál a cikkben szereplő információk forrásmegjelöléseként.